# Cynolebias itapicuruensis
Cynolebias itapicuruensis är en fiskart som beskrevs av Costa 2001. Cynolebias itapicuruensis ingår i släktet Cynolebias och familjen Rivulidae. Inga underarter finns listade i Catalogue of Life.